# Regina Alexandrowna Kulikowa
Regina Alexandrowna Kulikowa (russisch Регина Александровна Куликова; * 30. Januar 1989 in Alma-Ata, Sowjetunion) ist eine ehemalige russische Tennisspielerin.

## Karriere
Kulikowa bevorzugte den Hartplatz. Sie ging hauptsächlich bei ITF-Turnieren an den Start. Auf dem ITF Women’s Circuit gewann sie im Laufe ihrer Karriere 13 Titel im Einzel und zwei im Doppel.
Ihre letzte Partie auf der Damentour absolvierte sie im Januar 2013 bei einem ITF-Turnier in Stuttgart.

## Turniersiege

### Einzel
| Nr. | Datum              | Turnier          | Preisgeld | Belag           | Finalgegnerin           | Ergebnis       |
| --- | ------------------ | ---------------- | --------- | --------------- | ----------------------- | -------------- |
| 1.  | 23. August 2005    | Trecastagni      | $10.000   | Hartplatz       | Giulia Meruzzi          | 6:1, 4:6, 6:4  |
| 2.  | 11. Juli 2006      | Imola            | $10.000   | Teppich         | Anaïs Laurendon         | 6:4, 6:2       |
| 3.  | 8. August 2006     | Jesi             | $10.000   | Hartplatz       | Giulia Gatto-Monticone  | 6:3, 6:4       |
| 4.  | 1. Mai 2007        | Incheon          | $25.000   | Hartplatz       | Lee Ye-ra               | 6:3, 2:6, 6:3  |
| 5.  | 15. Mai 2007       | Changwon         | $25.000   | Hartplatz       | Chan Chin-wei           | 6:3, 4:6, 6:2  |
| 6.  | 26. Juli 2007      | Noto             | $25.000   | Teppich         | Zhang Shuai             | 7:5, 6:1       |
| 7.  | 18. Februar 2008   | Clearwater       | $25.000   | Hartplatz       | Jewhenija Sawranska     | 6:4, 6:4       |
| 8.  | 22. September 2008 | Granada          | $25.000   | Hartplatz       | Estrella Cabeza Candela | 6:3, 6:4       |
| 9.  | 28. September 2009 | Las Vegas        | $50.000   | Hartplatz       | Anikó Kapros            | 6:2, 6:2       |
| 10. | 12. Oktober 2009   | Kansas City      | $50.000   | Hartplatz       | Valérie Tétreault       | 6:4, 6:1       |
| 11. | 14. Dezember 2009  | Dubai            | $75.000   | Hartplatz       | Sandra Záhlavová        | 7:63, 6:3      |
| 12. | 25. September 2011 | Albuquerque      | $75.000   | Hartplatz       | Anna Tatischwili        | 4:6, 7:63, 6:2 |
| 13. | 29. Dezember 2012  | Sankt Petersburg | $10.000   | Teppich (Halle) | Anastasija Wassyljewa   | 6:0, 5:7, 6:4  |

### Doppel
| Nr. | Datum          | Turnier  | Preisgeld   | Belag | Partnerin       | Finalgegnerin                                | Ergebnis         |
| --- | -------------- | -------- | ----------- | ----- | --------------- | -------------------------------------------- | ---------------- |
| 1.  | September 2008 | Ciampino | ITF $10.000 | Sand  | Claudia Giovine | Stefania Chieppa Lisa Sabino                 | 6:4, 4:6, [10:7] |
| 2.  | Juni 2009      | Galatina | ITF $25.000 | Sand  | Jelena Bowina   | Beatriz García Vidagany María Emilia Salerni | 6:2, 6:1         |